# U 201 (Kriegsmarine)

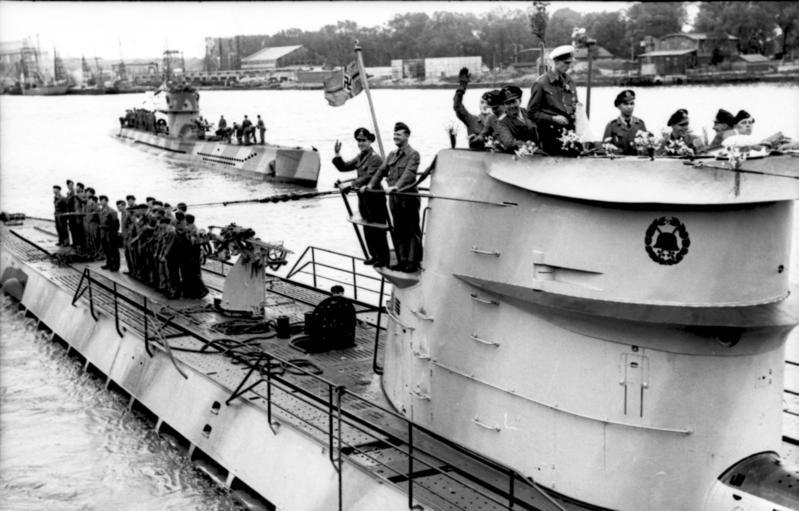
U 201 (achtergrond) en U 123 (voorgrond)

De U 201 was een type VIIC U-boot van de Duitse Kriegsmarine tijdens de Tweede Wereldoorlog. de U 201 stond onder bevel van kapitein-luitenant-ter-zee Günther Rosenberg. 

## GebeurtenisU 201
13 december 1941 - Een explosie in de haven van Brest, in Frankrijk, doodde een man, Machinenobergefreiter (machine-opper-korporaal) Jozef Zander.

## Ondergang
De U 201 werd tot zinken gebracht op 17 februari 1943, door dieptebommen van de Britse torpedobootjager HMS Viscount, op positie 50° 50′ 0″ NB, 40° 50′ 0″ WL. Alle Duitse bemanningsleden, waaronder hun commandant Günther Rosenberg verloren hierbij het leven.

## Commandanten
- 25 jan. 1941 - 24 aug. 1942: Kptlt. Adalbert Schnee (Ridderkruis)
- 25 aug. 1942 - 17 feb. 1943: Kptlt. Günther Rosenberg

## Voorafgaand geregistreerd feit
(Laatste herziening door FDS/NHB gedurende april 1997). - Gezonken op 17 februari 1943, ten oosten van Newfoundland, in positie 50° 36′ 0″ NB, 41° 7′ 0″ WL door dieptebommen van de Britse torpedobootjager HMS Fame.
Die aanval was verantwoordelijk van het tot zinken brengen van de U 69.